# Guttermouth
A Guttermouth egy amerikai punk rock/skate-punk/pop-punk együttes, amely 1988-as megalakulása óta kilenc nagylemezt jelentetett meg. A zenekar tagjai: Mark Adkins, Justin van Westbroek, Matt Willis, Geoff Armstrong, Kevin Clark. Rajtuk kívül még többen megfordultak az együttesben. Fő zenei hatásukként a hetvenes évek végén/nyolcvanas évek elején alakult punk zenekarokat jelölték meg, például Fear, Bad Religion, Black Flag, The Angry Samoans. A Guttermouth egészen a mai napig aktív.

## Diszkográfia
- Full Length EP (1991)
- Friendly People (1994)
- Teri Yakimoto (1996)
- Musical Monkey (1997)
- Gorgeous (1999)
- Covered with Ants (2001)
- Gusto (2002)
- Eat Your Face (2004)
- Shave the Planet (2006)